# John B. Fenn

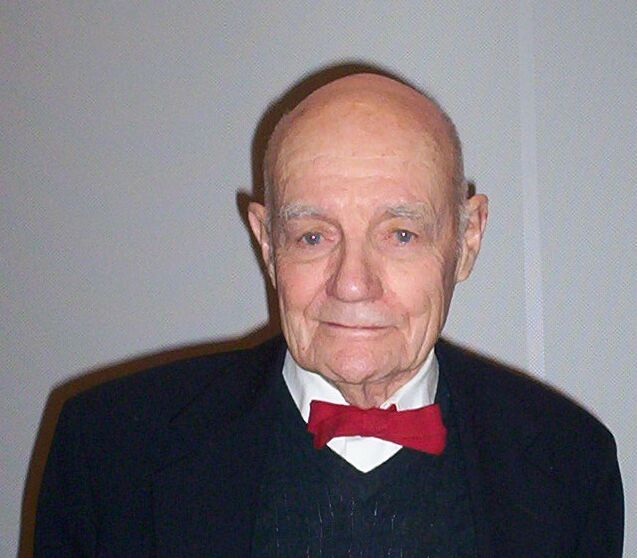
John B. Fenn (2005)

John Bennett Fenn (* 15. Juni 1917 in New York City; † 10. Dezember 2010 in Richmond, Virginia) war ein US-amerikanischer Chemiker, der 2002 gemeinsam mit Kōichi Tanaka und Kurt Wüthrich den Nobelpreis für Chemie erhielt.

## Leben
John B. Fenn wurde in New York City geboren und wuchs erst in Hackensack, New Jersey, und nach dem Umzug der Familie in Berea, Kentucky, auf. Er erwarb am Berea College den Bachelor of Arts und promovierte 1940 in Chemie an der Yale University.
Während seines Studiums heiratete er Margaret Wilson, die 1992 in Neuseeland bei einem Autounfall starb. Sie hatten drei gemeinsame Kinder.
Fenn promovierte 1940 bei Gösta Åkerlof an der Yale University und arbeitete anschließend für drei Jahre in einer Forschungsabteilung der Monsanto Chemical Company in Anniston, Alabama und danach in der Forschungsabteilung für Sharples Chemicals in Wyandotte, Michigan. 1945 begann er für die Firma Experiment, Inc am Project Bumblebee zu arbeiten, einer von der United States Navy in Auftrag gegebene Entwicklung einer Flugabwehrrakete mit Staustrahltriebwerk. Ab 1952 leitete er das Project SQUID an der Princeton University, ein vom staatlichen Office of Naval Research (ONR) gesponsertes Projekt zur Erforschung verbesserter Raketenantriebe. 1955 übernahm er für ein Jahr in Londons Büro des ONR die Stelle eines Verbindungsoffizier, um anschließend weiter in Princeton am Project Bumblebee zu arbeiten.
Schließlich trat Fenn im Jahr 1962 eine Professur an der Yale University an, während der er seine späteren mit dem Nobelpreis ausgezeichnete Forschung an Makromolekülen betrieb. 1983 erhielt Fenn den Humboldt-Forschungspreis für seine Leistungen auf dem Gebiet der Molekularstrahlphysik und -chemie. Durch diesen Preis entstand eine zwölfmonatige Zusammenarbeit mit Jan Peter Toennies am Max-Planck-Institut für Strömungsforschung in Göttingen. Dabei forschten sie an einer Weiterentwicklung der Düsenstrahltechnologie. Ab 1994 war Fenn Professor für analytische Chemie an der Virginia Commonwealth University.
Er war Fellow der American Academy of Arts and Sciences und Mitglied der National Academy of Sciences.
John Bennett Fenn starb am 10. Dezember 2010 in Richmond, Virginia.

## Wissenschaftliche Leistung
2002 erhielt Fenn gemeinsam mit Kōichi Tanaka „für die Entwicklung von Methoden zur Identifikation und Strukturanalyse von biologischen Makromolekülen“ zur Hälfte den Nobelpreis für Chemie. Die andere Hälfte des Preises wurde dem Schweizer Kurt Wüthrich „für seine Entwicklung der magnetischen Kernspinresonanzspektroskopie verliehen, um damit die dreidimensionale Struktur biologischer Makromoleküle in Lösung“ zu erforschen.
Das Verdienst Fenns ist dabei unbestritten, da zur Bestimmung großer Biomoleküle die bis dahin übliche Massenspektrometrie zur Stoffanalyse ungeeignet ist: Hier werden Substanzgemische zunächst verdampft, dann elektrisch aufgeladen und anschließend elektrischen Feldern ausgesetzt. Die dabei eingesetzte Methode der Verdampfung würde große Biomoleküle allerdings zerstören.
Fenn löste die Makromoleküle zunächst in Wasser, um sie darin einem 3000-Volt-Feld auszusetzen und das Wasser langsam verdunsten zu lassen, wodurch die elektrisch geladenen Moleküle nun der weiteren Untersuchung zugänglich waren, und nach Beschleunigung der unzerstörten geladenen Moleküle deren Masse durch Berechnung der „Flugzeit“ über eine bekannte Strecke berechnet werden konnte. Sein Verfahren der so genannten Elektrospray-Ionisation (ESI) veröffentlichte er 1988. Erste Ergebnisse, die in Zusammenhang mit dieser Veröffentlichung stehen, wurden allerdings schon 1983/84 in Deutschland in Zusammenarbeit mit Jan Peter Toennies am Göttinger Max-Planck-Institut für Strömungsforschung erarbeitet.
Die Relevanz für die praktische Anwendung ist dabei kaum zu überschätzen, da so nun auch komplexe pharmakologische Substanzen erforschbar und herstellbar werden, wie sich schon Mitte der 90er-Jahre mit der Entwicklung der HIV-Proteaseinhibitoren zur AIDS-Bekämpfung zeigte.
Die Patentrechte der Elektrospray-Ionisation wurden Thema eines seit 1996 laufenden Gerichtsverfahrens zwischen Fenn und der Yale University. Fenn wurde 2005 verurteilt, Yale über eine Million Dollar Entschädigung zu zahlen sowie Teile des Patentrechts zu überlassen.

## Auszeichnungen
- 1983: Humboldt-Forschungspreis
- 2002: Nobelpreis für Chemie
- 2003: Wilbur Cross Medal[6]

## Werk
- John B. Fenn, Engines, Energy, and Entropy – a Thermodynamics Primer, 1982, San Francisco, ISBN 0-7167-1281-4